# الرابطة اليهودية المناهضة للصهيونية
الرابطة اليهودية المناهضة للصهيونية كانت منظمة سياسية في مصر. وكان للمنظمة فروع في الإسكندرية والقاهرة. قامت الرابطة بحملات توعوية في الأحياء اليهودية بالقاهرة.
تأسست الرابطة في صيف عام 1946 من أعضاء يهود من حركة الشرارة الشيوعية السرية. وكان السكرتير المؤسس للرابطة اليهودية المناهضة للصهيونية هو عزرا هراري. وكان من بين الأعضاء الآخرين في اللجنة التأسيسية للرابطة مارسيل إسرائيل، وإدوارد ماتالون، وهانزين كاسفيلت، وإدوارد ليفي. وبعد تأسيس المنظمة مباشرة، تم اعتقال أعضاء اللجنة التأسيسية.

## اشتباكات شيوعية صهيونية في الظاهر
وفي إبريل/نيسان 1947 اندلعت صدامات عنيفة بين الرابطة والصهاينة، عندما اندلعت الخلافات حول انتخاب القيادة في نادي الظاهرمكابي. فازت مجموعة من المرشحين الصهاينة بالانتخابات نتيجة للتلاعب، وعندما طعن أعضاء الرابطة اليهودية المناهضة للصهيونية في نتيجة الانتخابات، استدعت القيادة الجديدة للنادي الشرطة. وفي الاشتباك، انحازت قوات الشرطة إلى جانب الصهاينة واعتقلت الشيوعيين (معتبرة أن الشيوعيين يشكلون خطرا أكبر على الأمن العام بعكس الصهاينة). بعد الاشتباك أبلغ الشيوعيون عن الحادثة لصحيفة الوفد "صوت الأمة".
في 24 أيار 1947، اندلع الصراع مرة أخرى في نادي الظاهر مكابي، عندما رفض الصهاينة السماح للشيوعيين بالدخول إلى المبنى للاحتفال بعيد العمال. وبعد يومين اندلعت اشتباكات أخرى في النادي بين الصهاينة والشيوعيين اليهود. وفي أعقاب هذه الأحداث، أصدرت الرابطة افتتاحية ذكرت فيها أن المدارس اليهودية تُستخدم للدعاية الصهيونية وأن الأندية الرياضية تُستخدم للتنظيم الصهيوني وليس للأنشطة الرياضية.

## المناصب
كانت طموحات الرابطة اليهودية المناهضة للصهيونية ثنائية. ومن ناحية أخرى، سعت إلى مواجهة النفوذ الصهيوني داخل المجتمع اليهودي في مصر. ومن ناحية أخرى، سعت إلى توضيح للجمهور المصري أن ليس كل اليهود صهاينة.

وفي مايو/أيار 1947، نشرت عصبة الأمم إعلاناً وزع باللغتين الفرنسية والعربية، أدان الصهيونية باعتبارها أداة للإمبريالية البريطانية، ودعت إلى الوحدة اليهودية العربية. الجزء الأخير من الإعلان جاء فيه
الرجال اليهود! النساء اليهوديات!

 تريد الصهيونية أن ترمينا في مغامرة خطيرة ويائسة. تساهم الصهيونية في جعل فلسطين غير صالحة للسكن. الصهيونية تريد عزلنا عن الشعب المصري. الصهيونية هي عدو الشعب اليهودي. الصهيونية ستزيل الوجود اليهودي في مصر
تسقط الصهيونية! تحيا الأخوة بين اليهود والعرب!

 عاش الشعب المصري! 
وزعمت الرابطة أنه ينبغي منح اليهود الأوروبيين النازحين إمكانية العودة إلى بلدانهم الأصلية أو إلى بلد ثالث من اختيارهم، بدلًا من إرسالهم إلى فلسطين. وزعمت أيضًا أن فلسطين المستقلة والديمقراطية وحدها هي القادرة على كسر قيود الاستعمار وحماية الشعب اليهودي. وأدانت المنظمة النشاط الإرهابي الصهيوني في فلسطين.

## الحظر
وفي حزيران 1947، حظرت وزارة الشؤون الاجتماعية المصرية الرابطة "لأسباب تتعلق بالأمن العام". بعد حظر الرابطة اليهودية المناهضة للصهيونية، أسس هراري "مجموعة المنتدى". كانت مجموعة المنتدى مجموعة يهودية مناهضة للصهيونية ضمن الحركة الديمقراطية للتحرر الوطني. وفقًا لتقارير أمنية بريطانية معاصرة، كان لمجموعة المنتدى عدد كبير من المتابعين بين الجالية اليهودية في القاهرة (ومع ذلك، يشكك كرامر في دقة هذا التقدير، مشيرًا إلى أن المجموعة كان لها تأثير محدود إلى حد ما).

## طالع أيضًا
- رابطة مناهضة الصهيونية في العراق
- معاداة الصهيونية اليهودية